# Call Me Red
"Call Me Red" es el cuarto episodio de la serie de televisión estadounidense de drama criminal misterio Dexter: Resurrección, secuela de Dexter y Dexter: New Blood. El episodio fue escrito por los productores supervisores Alexandra Franklin y Marc Muszynski, y dirigido por la productora Monica Raymund. Fue lanzado en Paramount+ with Showtime el 25 de julio de 2025 y se emitió en Showtime dos días después.
La serie se ambienta tras los sucesos de Dexter: New Blood y sigue a Dexter Morgan, quien se ha recuperado milagrosamente de una herida de bala casi mortal. Tras descubrir que su hijo Harrison ahora trabaja como botones de un hotel en Nueva York, emprende su búsqueda. Durante este episodio, su viejo amigo Angel Batista regresa para hablar con Dexter sobre asuntos pendientes. En el episodio, Dexter se hace pasar por Red para infiltrarse en una reunión privada con otros asesinos en serie, mientras Angel llega a Nueva York.
El episodio recibió excelentes críticas, elogiando a las estrellas invitadas, el guion, el desarrollo de los personajes y el final. Muchos lo consideraron uno de los mejores episodios de la franquicia.

## Argumento
Usando la sudadera con capucha de Red, que le da miedo ser cámara, y poniéndose su huella dactilar para identificarse, Charley recoge a Dexter Morgan, quien afirma ser Red. Lo lleva a una mansión, donde conoce a su dueño, Leon Prater. Prater es un inversor de capital riesgo fascinado por los asesinos en serie, e incluso tiene una sección dedicada a coleccionar recuerdos relacionados con muchos de ellos. Algunos incluyen el martillo de Arthur Mitchell, las muestras de sangre de Dexter y la mesa de matanza de Brian Moser. Para ganarse su confianza, Dexter le entrega uno de los asesinatos más codiciados de Red: la identificación de su primera víctima.
Dexter conoce posteriormente a otra invitada, Mia Lapierre. Es una asesina en serie conocida como Lady Vengeance, y sus objetivos son depredadores sexuales, lo que lleva a Dexter a preguntarse si ella también tiene un Código como él. Siguen llegando más asesinos en serie: Al, un hombre de familia conocido como Rapunzel; Lowell, conocido como el Coleccionista de Tatuajes; y Gareth, un hombre tímido conocido como el Asesino Géminis. Prater los invita a cenar y les revela que uno de los asesinos, Keith, decidió no seguir sus reglas, por lo que Charley tuvo que matarlo. Durante la cena, Lowell les presenta su forma de operar, revelando que ha puesto la mira en una mujer interesada en hacerse un nuevo tatuaje como su próxima víctima. Dexter concluye que debe ser asesinado, y Prater también le informa que habrá más eventos en las próximas semanas.
Angel Batista llega a Nueva York y rastrea la camioneta de Dexter hasta el amigo de Harrison, quien revela que se la compró a Harrison. Ángel se reúne con Harrison y le cuenta su historia con Dexter. Cuando Harrison dice que Dexter fue "asesinado" en Iron Lake, Ángel no lo corrige. Menciona la sospecha de María LaGuerta de que Dexter era el Carnicero de la Bahía Harbor y le pide a Harrison que lo contacte por cualquier cosa. Elsa presencia el encuentro y confronta a Ángel por interrogar a Harrison, informándole del asesinato de Ryan y cómo lo abandonaron. Intrigado, Ángel visita la policía de Nueva York y pide ayuda a Claudette en su investigación, ya que encuentra similitudes con el Carnicero. Harrison se siente culpable por la muerte de Ryan e intenta encontrar consuelo en Elsa, pero se marcha furioso cuando ella rechaza un beso.
Tras concertar una cita con Lowell, Dexter sale a correr con Mia. Descubre más sobre ella, incluyendo que se convirtió en una asesina en serie tras la violación y asesinato de su hermana. Ella lo invita a su apartamento, donde lo incita a ducharse con ella. Dexter se ve obligado a irse para encontrarse con Lowell, quien planea cometer su asesinato esa noche. Antes de que Lowell pueda sedar a su víctima, Dexter usa su propia arma contra él. Lo lleva a un salón de tatuajes para matarlo, donde Lowell no expresa arrepentimiento ni temor por su situación. Antes de matarlo, Dexter revela su verdadera identidad y status del Carnicero de la Bahía Harbor. Al día siguiente, Angel se reúne con Harrison, dejándole claro que sabe que Dexter es el Carnicero y que es responsable de la muerte de tantas personas. Harrison lo ignora, pero sigue sintiéndose culpable. Aunque Angel sospecha que Harrison mató a Foster, prefiere no revelarlo por compasión. Harrison decide ir a la sede de la policía de Nueva York para confesar, hasta que Dexter lo detiene.

## Producción

### Desarrollo
En mayo de 2025, se reveló que el título del episodio sería "Call Me Red". El episodio fue escrito por los productores supervisores Alexandra Franklin y Marc Muszynski, y dirigido por la productora Monica Raymund. Esto marcó el primer crédito como guionista para Franklin, el primer crédito como guionista para Muszynski y el segundo crédito como director para Raymund.

### Casting
En febrero y marzo de 2025, se anunció que Krysten Ritter, Neil Patrick Harris, Eric Stonestreet y David Dastmalchian serían estrellas invitadas en la serie.
Harris solo había visto la primera temporada de Dexter, pero cuando le ofrecieron el papel, dijo: "Lo leí y me sentí muy halagado y pensé: 'Sí, déjenme vivir mi realidad de Matthew McConaughey'". Dastmalchian no sabía al principio que su personaje sería un asesino en serie, pero le intrigó unirse a la serie, ya que amaba la serie original. Stonestreet audicionó previamente en la primera temporada para interpretar a una víctima del Asesino del Camión de Hielo, pero no consiguió el papel. Sobre su personaje Al, Stonestreet dijo: "Represento para Dexter lo que él desearía tener. Obviamente, sabemos que Trinity no tenía eso, y creemos que Al sí lo tiene... lo que hace a mi personaje muy, muy único en este mundo, que realmente puedo compartimentar esas dos cosas, lo que creo que confunde a todos, y espero que confunda a la audiencia porque el objetivo aquí es hacer que la gente se sienta cómoda y a gusto, y luego surgir de la nada.
A Hall le intrigaba la idea de que Dexter se relacionara con otros asesinos en serie: "Creo que le atrae la idea de poder tener camaradería e intimidad con estos individuos afines. Por otro lado, todos son innegablemente dignos de un código y hay que eliminarlos. Entonces, ¿qué va a hacer? Eso es parte de la gracia". Ritter también explicó la conexión de Mia con Dexter: "Ella no puede creer a todos los asesinos en serie y quiere saber más. Creo que lo encuentra atractivo y esa es la primera forma de entrar. Y Dexter cree que ella tiene un código, [así que] se llevaron bien".

## Recepción
"Call Me Red" recibió elogios de la crítica. Louis Peitzman de Vulture le dio al episodio una calificación perfecta de 5 estrellas sobre 5 y escribió: "Después de temporadas de mediocridad, un final notoriamente terrible, varios años fuera del aire, un reinicio decepcionante y una precuela profundamente a mitad de camino, Dexter finalmente entregó una hora de televisión de primer nivel nuevamente. ¿Es "Call Me Red" un episodio perfecto? Realmente no. Pero Dexter: Resurrection por fin ha llegado al club de asesinos en serie del que hemos estado recibiendo tentadores avances en los últimos tres episodios, y la ejecución vale la pena la espera. Este es el programa en su mejor momento: oscuro, divertido, elenco impecable. Si estoy calificando en una curva, es porque nunca pensé que lo tendríamos tan bueno de nuevo".
Shawn Van Horn de Collider le dio al episodio una calificación de 8 sobre 10 y escribió: "Sin darse por vencido, Harrison se dirige directamente a la estación de policía, pero antes de que pueda entrar, el padre que cree que está muerto le pone una mano en el hombro y le dice: "No". Todo está a punto de cambiar radicalmente en Dexter: Resurrección. Matthew Wilkinson de Game Rant escribió: "Fue un episodio que hizo avanzar significativamente la trama, no solo con la reunión de Harrison y Dexter, sino también con la forma en que se presentaron los nuevos personajes y la nueva dinámica que se mostró. Hay mucho potencial para el futuro de este programa, y eso solo aumentará el revuelo que rodea actualmente a Dexter: Resurrección". Ashley Bissette Sumerel, de Telltale TV, le dio al episodio una calificación de 4.5 de 5 estrellas y escribió: "Me preocupa el destino de Batista, pero esperemos que no le pase nada malo. Tenerlo tras la pista de Dexter después de tanto tiempo es la manera perfecta de continuar esta historia, y la buena noticia para Harrison, y probablemente también para Dexter, es que Dexter finalmente se revela ante su hijo. Que trabajen juntos podría ser justo lo que necesitan".
Greg MacArthur de Screen Rant escribió: "Si Dexter: Resurrección continúa siendo tan genial como el episodio 4, sin duda se consolidará como una de las mejores temporadas de todos los tiempos en la historia de la franquicia". Carissa Pavlica de TV Fanatic le dio al episodio una calificación de 4,15 estrellas sobre 5 y escribió: "Este fue un episodio increíblemente largo, pero preparó el resto de la temporada 1 de Dexter: Resurrección.